# 好警察坏警察
好警察壞警察（英語：Good cop, bad cop）是一種審訊中的心理策略，審訊者一人表現溫和，一人表現嚴厲，交替問訊，英國軍界稱為馬特和傑夫（英語：Mutt and Jeff technique，源於一部同名美國報紙漫畫專欄），亦叫做聯合詢問、扮白臉扮黑臉或朋友和敵人法。這策略亦可以應用於商業的談判之中。
相關的策略包括伊索寓言中的“北風與太陽”，美國總統老羅斯福的“紅蘿蔔加巨棒”外交政策，臺灣民政長官後藤新平的「糖飴與鞭」政策，德國首相俾斯麥採用的“麵包與鞭”政策。
此策略採用兩個審訊者一組，他們看起來對受審者的態度對立。兩個審訊者可以交替審訊受審者，也可以一起對付受審者。“壞警員”採用一種對受審者進攻性，負面的立場，提出嚴重的指控罪名，呵斥，威脅，通常引起受審者對他的反感。這提供了“好警員”來表演同情戲的舞臺：他顯得支持受審者，體諒，通常表現出對受審者的同情。好警員也會保護受審者不受壞警員的侵犯。出於信任或者對壞警員的恐懼，受審者可能會覺得他可以和好警員合作。他也會尋求好警員的幫助，信任他，並把警員要得到的資訊和盤托出。
受審者在此策略的迫使下，提供對其他受審者不利的供詞，這種情形並不罕見。在日後這種心理壓力消失後，他們可能推翻供詞。
這一技術對年輕，容易有恐懼或幼稚的受審者非常有效。對那些熟悉這一技術的受審者採用之，依然可能導致本能的心理反應。但由於他們已經知道這種操縱企圖，就可能簡單地保持沉默，或者破壞這一過程（見下）。有經驗的審訊者在採用這一技術以前，會評估受審者應對這一技術的智力水準和經驗。現有各種對抗措施可以破壞這一策略，甚至導致其起到反效果：
- 一個有經驗的受審者可能會故意用主動的非暴力挑釁行為（比如針對壞警員或者其家庭，種族，族裔，性別弱點的侮辱性的言辭，如果合適的話，也可用侵犯性的手勢）引誘“壞警員”，意圖讓壞警員失去自制力而對受審者使用暴力。大多數自由民主制度中假定執法人員最大限度的專業性，所以在審訊中沒有受到真實身體攻擊的條件下，任何針對受審者的身體暴力將會毀壞檢控方的合法性，並可能導致審訊者的民事或刑事責任。
- 對好警員進行嚴重的言辭辱駡或侮辱行為有時也證實可有效破壞此策略。

在美國電影中，這是一種常見的戲劇手法，其中壞警員經常會有違法行為。